# Edith Stoney

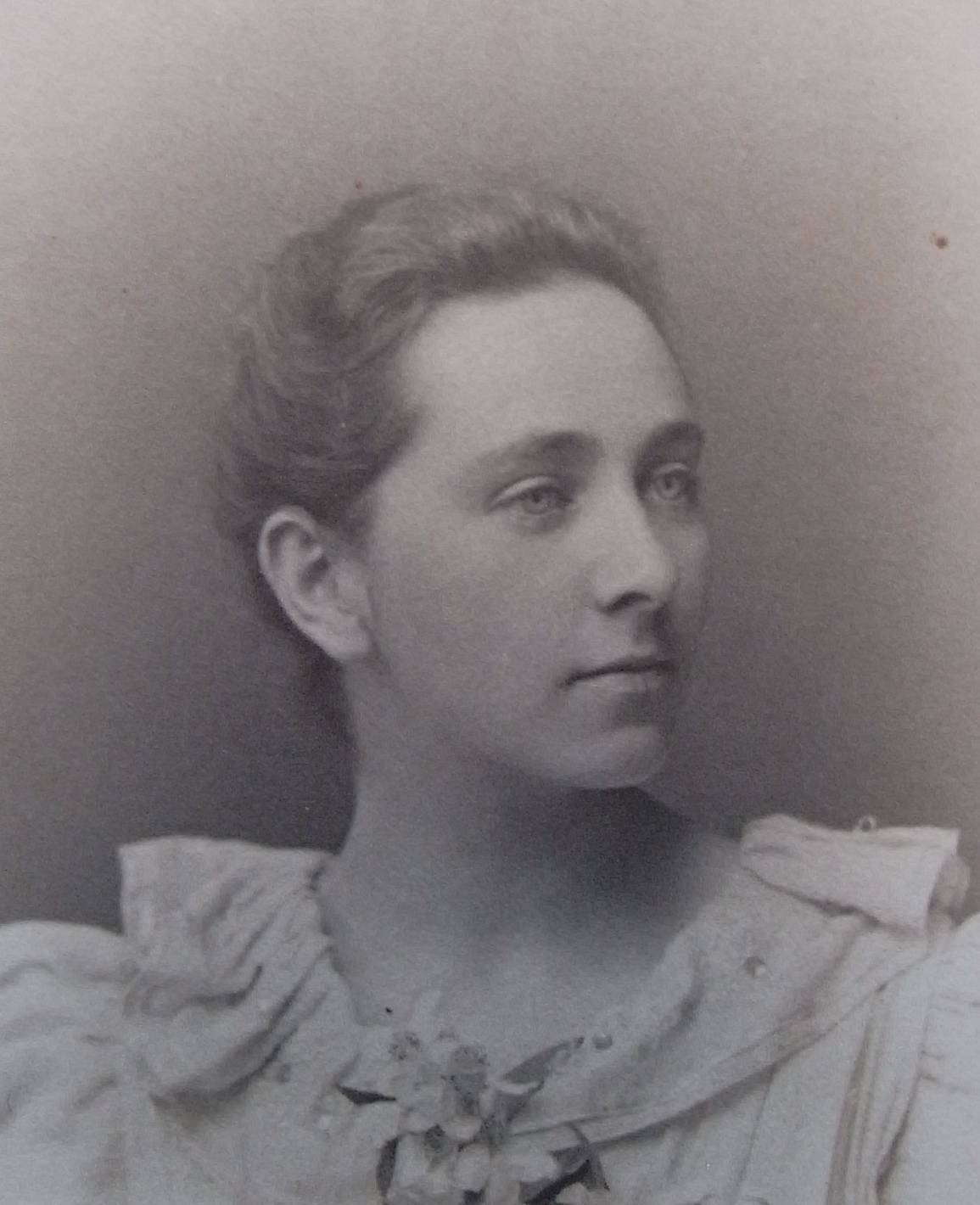
Edith Anne Stoney

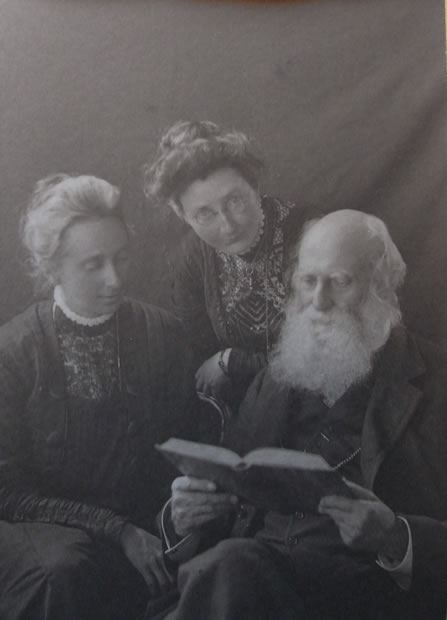
Von links nach rechts: Edith, Florence und Johnstone Stoney, aufgenommen um 1910

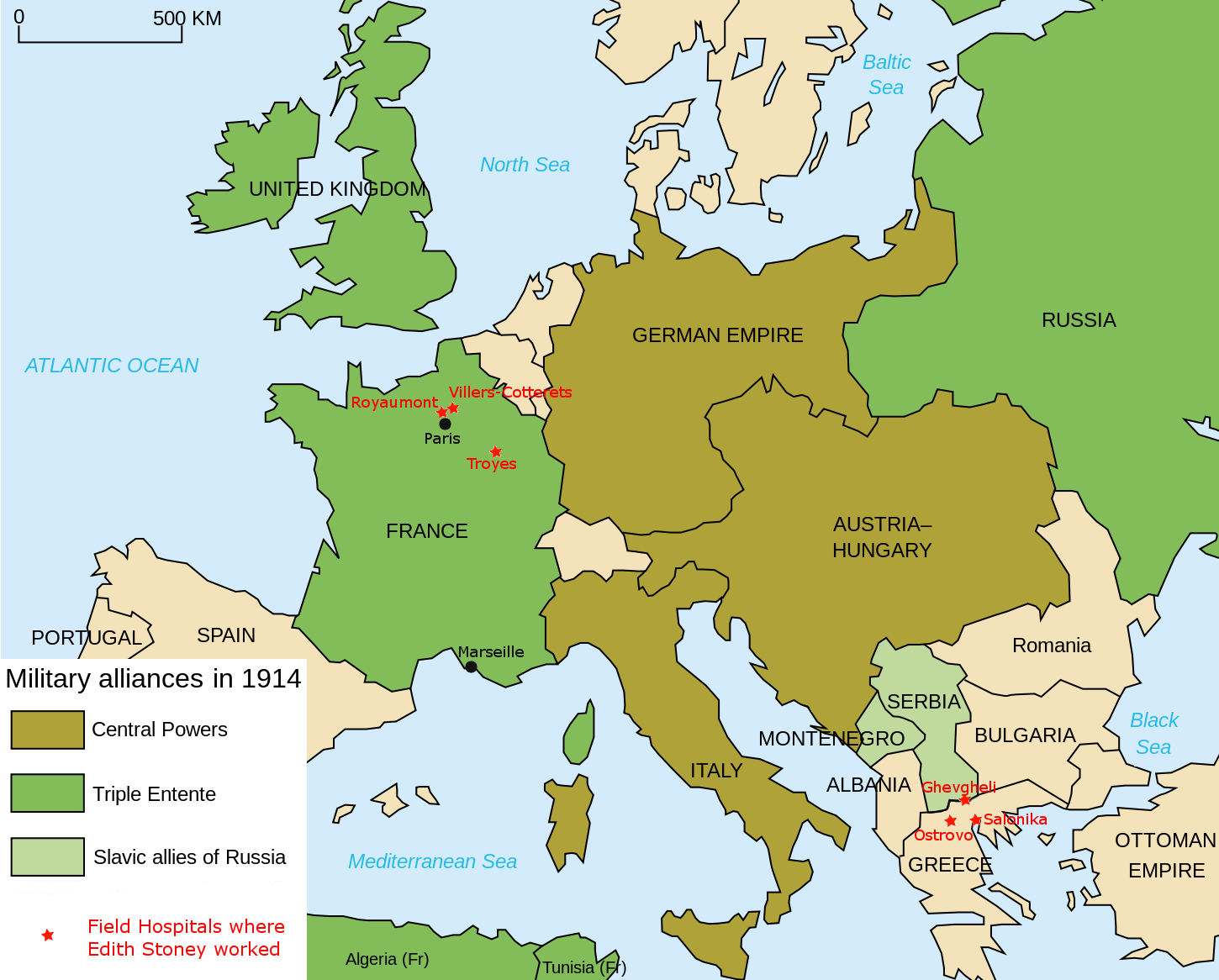
Karte mit den verschiedenen Feldkrankenhäusern, in denen Edith Anne Stoney während des Ersten Weltkriegs gearbeitet hat. Basierend auf einer historischen Karte

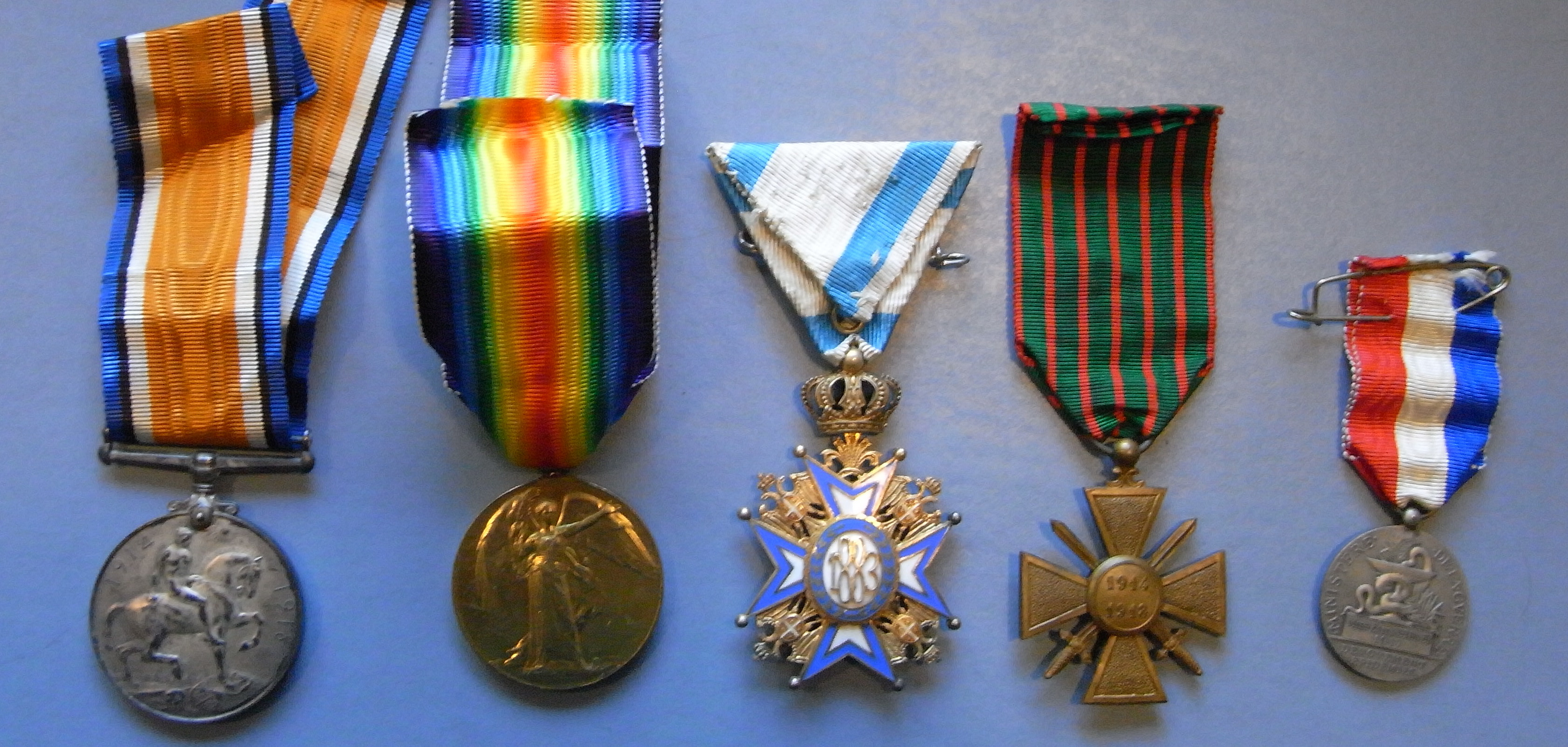
Edith Stoneys Medaillen am Newnham College in Cambridge: Von links nach rechts: Britische Kriegsmedaille, Britische Inter-Ally-Siegesmedaille, der Orden der Heiligen Save aus Serbien, der französische Croix de Guerre 14-18 (Rückseite der Medaille) und die französische „Médaille des épidémies du ministère de la Guerre“ (Rückseite)

Edith Anne Stoney (* 6. Januar 1869 in Dublin, Irland; † 25. Juni 1938 in Bournemouth, Irland) war eine irische Physikerin. Sie gilt als die erste medizinische Physikerin.

## Leben und Werk
Stoney war eines der fünf Kinder von Margaret Sophia Stoney und dem Physiker George Johnstone Stoney, der 1891 der Elementarladung den Namen Elektron gab. Sie studierte mit einem Stipendium am Newnham College in Cambridge, wo sie 1893 die erste Prüfung in Teil I Tripos abschloss. Sie erhielt jedoch keinen Abschluss an der University of Cambridge, da Frauen diesen erst 1948 erhalten konnten. Während ihrer Zeit am Newnham College war sie für das College-Teleskop verantwortlich. Später erhielt sie einen Bachelor of Arts und einen Master of Arts am Trinity College Dublin, nachdem 1904 Frauen dort zugelassen wurden. Sie arbeitete nach dem Studienabschluss bei dem Erfinder der Dampfturbine, Charles Algernon Parsons, an Gasturbinenberechnungen. Danach nahm sie eine Stelle als Mathematiklehrerin am Cheltenham Ladies 'College an. 1899 wurde sie als Physikdozentin am Royal Free Hospital eingestellt und zu ihren ersten Aufgaben gehörte die Einrichtung eines Physiklabors und die Gestaltung des Physikkurses.
1901 ernannte das Royal Free Hospital ihre promovierte Schwester Florence Stoney als medizinische Elektrikerin auf einer neu geschaffenen Stelle und Stoney eröffnete mit ihrer Schwester einen neuen Röntgendienst in der Elektroabteilung des Krankenhauses. Während ihrer Zeit im Royal Free Hospital unterstützten die beiden Schwestern aktiv die Frauenwahlrechtsbewegung, lehnten jedoch die direkte Gewaltaktion ab. Sie war von 1909 bis 1915 die erste Schatzmeisterin der British Federation of University Women (BFUW). Sie und ihre Schwester boten dem Britischen Roten Kreuz ihre Dienste als Radiologinnen für die britischen Soldaten im Ersten Weltkrieg an, wurden jedoch aufgrund ihres Geschlechtes abgelehnt. Daraufhin gründeten sie ihre eigene Abteilung innerhalb der Women’s Imperial Service League. Ihre Schwester war in Europa tätig und sie war in London für den Materialbedarf zuständig. 1915 legte sie ihre Lehrtätigkeit nieder und ihre Schwester kehrte nach London zurück. In Zusammenarbeit mit einem Krankenhaus, das von der Suffragetten-Bewegung mitfinanziert wurde, konnten sie ein 250-Betten-Lazarett in Nordfrankreich einrichten, in dem sie als Radiologin tätig wurde. Sie leistete Pionierarbeit bei der Verwendung von Röntgenstrahlen bei der Diagnose von Gasbrand, wodurch viele Menschenleben gerettet wurden.
Sie wurde nach Serbien, Mazedonien, Griechenland und Frankreich entsandt und diente während des Krieges in gefährlichen Kriegsgebieten. Bevor sie nach Serbien ging, hatte sich in Paris mit einem tragbaren Motor ausgestattet. Als das Krankenhaus in Gevgelija in Serbien installiert wurde, gab es keine Stromversorgung. Dank ihres Motors war dies nicht nur das einzige britische Krankenhaus, das Röntgenstrahlen verarbeiten konnte, sondern sie konnte das gesamte Krankenhaus mit Strom versorgen. Die Krankenhäuser, in denen sie arbeitete, wurden wiederholt beschossen und evakuiert. Ihr Kriegsdienst wurde von mehreren Ländern anerkannt: zu ihren Auszeichnungen gehörten der französische Croix de guerre und der serbische St.-Sava-Orden sowie britische Medaillen.
Nach ihrer Rückkehr nach England übernahm sie bis 1925 eine Stelle als Dozentin für Physik in der Abteilung für Haushalt und Sozialwissenschaften am King’s College for Women. Sie zog dann nach Bournemouth, wo sie mit ihrer Schwester Florence lebte, die an Wirbelsäulenkrebs litt und 1932 starb.
Während ihrer Pensionierung nahm sie ihre Arbeit bei der BFUW wieder auf und war eine der ältesten Mitglieder der Women’s Engineering Society. 1936 gründete sie das Johnstone and Florence Stoney-Stipendium an der BFUW für Forschung in biologischen, geologischen, meteorologischen oder radiologischen Wissenschaften, die vorzugsweise in Australien, Neuseeland oder Südafrika durchgeführt werden. Das Stipendium wird jetzt vom Newnham College in Cambridge verwaltet und unterstützt Medizinstudenten.
Sie starb im Alter von 69 Jahren und ihre Bedeutung zeigen die Todesanzeigen in "The Times", "The Lancet" und "Nature".